# エーミル・ルースヴオリ
- エミル・ルースブオリ
- エミル・ルーズボワレ

エーミル・ルースヴオリ（Emil Ruusuvuori, フィンランド語発音: [ˈěːmɪl ˈruːs̠uˌʋuo̞̯ri]; 1999年4月2日 - ）は、フィンランド・ヘルシンキ出身の男子プロテニス選手。身長188cm、体重79kg。右利き、バックハンドは両手打ち。ATPランキング自己最高位はシングルス37位、ダブルス179位。

## 選手経歴

### ジュニア時代
5歳のときに母親とバドミントンをして遊んでいたところ、これを見ていたテニスコーチが彼のタッチセンスの良さに気づき、テニスを勧めたのが始まり。

### 2013年 フューチャーズ初出場
2013年にITFジュニアトーナメントの大会に初参加。

### 2016年 ジュニア世界4位
ジュニアでは2016年までにシングルスで4勝、ダブルスで6勝を挙げ、ITFジュニアランキングで4位となった。2016年からはITFフューチャーズツアーに移行した。

### 2017年 フューチャーズ初優勝
2017年、ルースヴオリは全てのグランドスラム・ジュニアに参加し、全米シングルスではベスト4となった。同年11月F4 ヘルシンキのシングルスでフューチャーズ初優勝を挙げる。

### 2018年 チャレンジャー初出場
2018年1月のバンコクでチャレンジャー初参加。この年はフューチャーズとチャレンジャーへの参加を繰り返し、フューチャーズではシングルスで3勝、ダブルスでも3勝を挙げた。同年にプロ転向をする。

### 2019年 チャレンジャー初優勝
2019年もフューチャーズとチャレンジャーへの参加を繰り返していた。同年5月のシムケントでユーリ・ロディオノフとペアを組み、ダブルスでチャレンジャー初優勝を挙げる。翌月6月にフェルガナのシングルス決勝でロベルト・シド・スベルビを下し、シングルスでチャレンジャー初優勝を挙げた。この後、ルースヴオリは7月にアメルスフォールトでハリー・ヘリオヴァーラとペアを組みチャレンジャー・ダブルス2勝目、9月にマナコルのシングルス決勝でマッテオ・ヴィオラを2-0で完勝しチャレンジャー・シングルス2勝目を挙げた。同月、デビスカップで当時シングルス5位であったドミニク・ティームと対戦。6-3, 6-2のストレートで勝利する金星を挙げた。更に翌週行われたグラスゴー決勝でアレクサンドル・ミュレールを2-0で下し、チャレンジャーのシングルスで3勝目、11月のヘルシンキ決勝でモハメド・サフワットを2-1で下しチャレンジャー・シングルスで4勝目を挙げた。

### 2020年 トップ100入り
1月の全豪オープンでグランドスラム予選入りを果たす。予選1回戦のファクンド・メナを2-0で下したが、続く2回戦のエリオット・ベンシェトリに1-2で敗れ、予選敗退となった。
2月のモンペリエ予選でマティアス・バッヒンガー、ニコラ・マユをそれぞれ2-0, 2-1で下し、ATPツアー本戦初進出。1回戦のデニス・ノバクを2-1で下しツアー初勝利を挙げた。続く2回戦はノルベルト・ゴンボスに2-0で敗れた。
COVID-19によるツアー中断を挟んで、8月にニューヨークで行われたW&Sオープンの予選では、1回戦のジェレミー・シャルディを2-0、2回戦のチアゴ・モンテイロを2セット目途中棄権で勝ち進みATPマスターズ1000本戦初進出。1回戦でセバスチャン・コルダを相手に3セット目1ブレイクダウンから逆転勝利を収めたが、2回戦でマッテオ・ベレッティーニに1-2で敗れた。この大会によってルースヴオリは順位を100位とし、ATPシングルスランキングトップ100入りを果たす。翌週行われた全米オープンでは、1回戦のアルヤジ・ベデネを3-2で下し、グランドスラム本戦初勝利を挙げた。続く2回戦ではキャスパー・ルードに2セットダウンの3セット目途中棄権で敗れた。9月の全仏オープンは1回戦のバンジャマン・ボンジに1-3で敗れ、初戦敗退となった。11月にブラティスラヴァでヘリオヴァーラとペアを組み、チャレンジャー・ダブルス3勝目を挙げる。

### 2021年 マスターズ4回戦進出

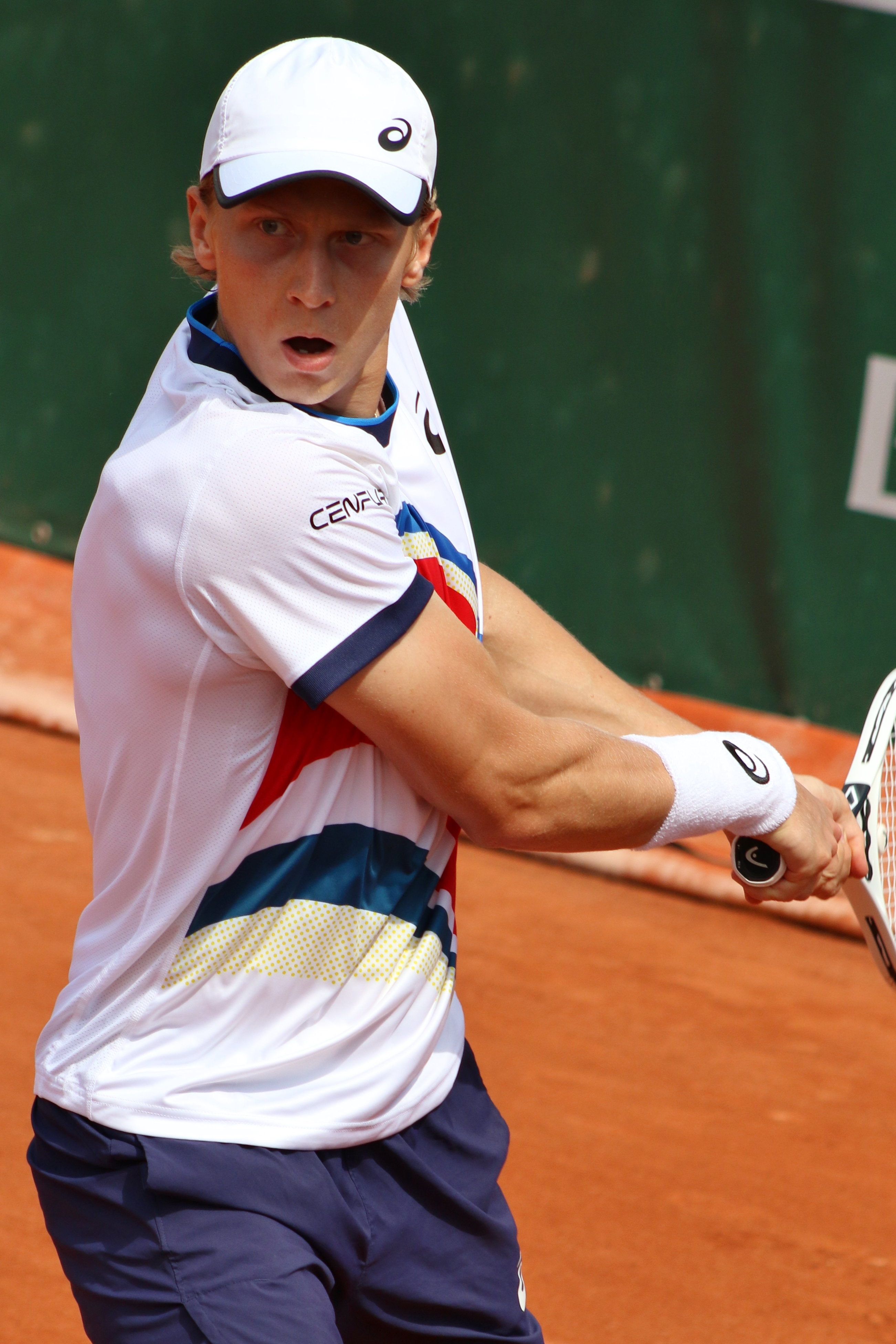
2021年全仏オープンでのエーミル・ルースヴオリ

2月に行われた全豪オープンの1回戦では第10シードのガエル・モンフィスと対戦。3-6, 6-4, 7-5, 6-3, 6-3とフルセットの末ルースヴオリが勝利した。続く2回戦はペドロ・マルティネスに1-3で敗れた。また、同大会はサルヴァトーレ・カルーゾとペアを組みダブルスにも出場したが、初戦のブブリク／ゴルベフペアに0-2で敗れた。
3月のモンペリエ初戦、西岡良仁を6-2, 4-2DNFで下したが、2回戦のマシュー・エブデンに0-2で敗れた。同月のドバイ・テニス選手権では予選を勝ち抜き本戦に進出。1回戦のジョーダン・トンプソンを2-0で下したが、2回戦のアンドレイ・ルブレフに0-2で敗れた。同月のマイアミ・オープン初戦でカルロス・アルカラスを2-1で下すと、2回戦で第3シードのアレクサンダー・ズベレフと対戦。1-6, 6-3, 6-1とフルセット末ルースヴオリが勝利した。続く3回戦のマイケル・イマーを2-1で下したが、4回戦ヤニック・シナー相手に0-2で敗れた。

### 2022年 トップ50入り

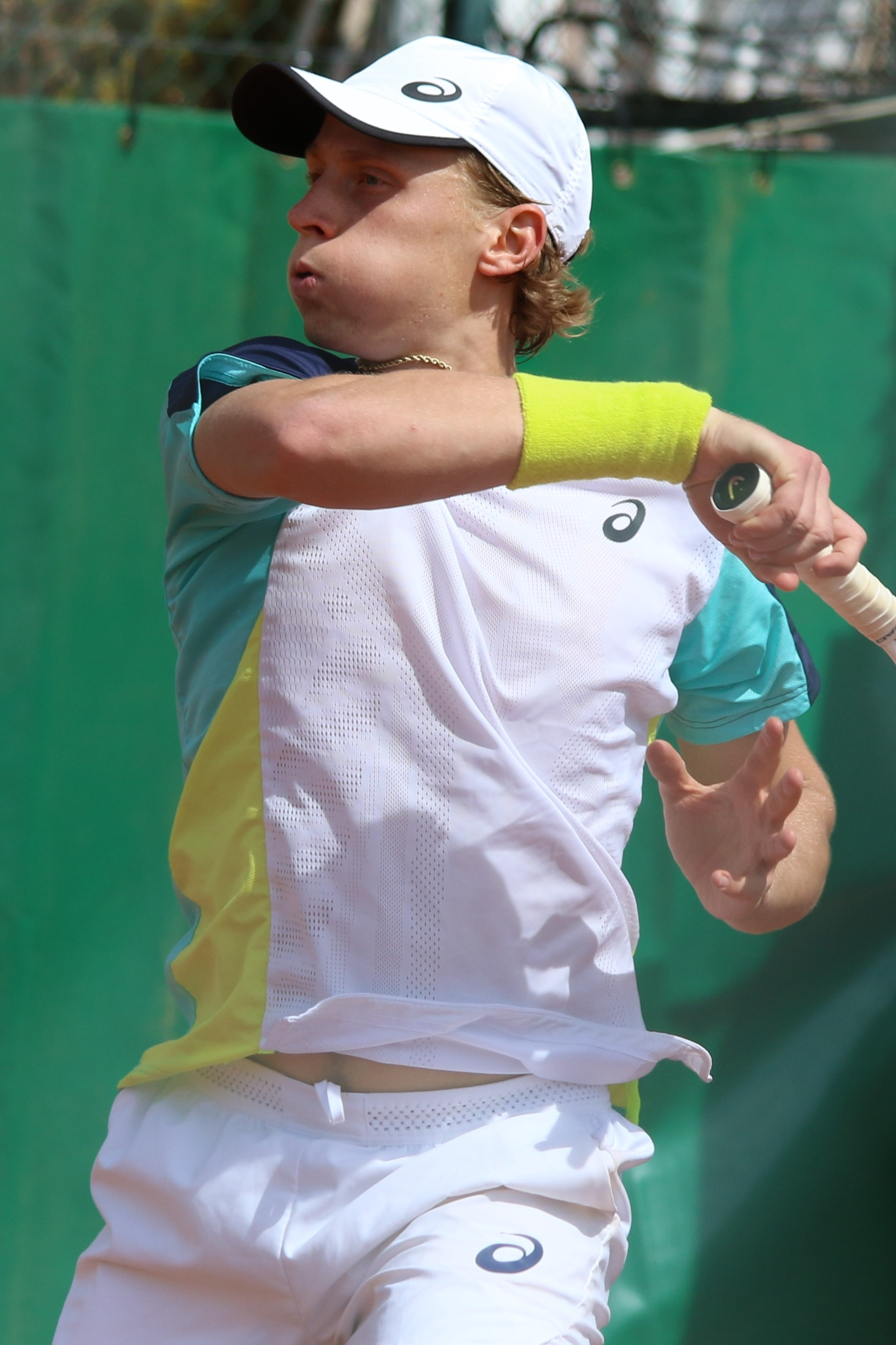
2022年モンテカルロ・マスターズでのエーミル・ルースヴオリ

年始のメルボルン・サマー・セットでは予選を通過して、ベスト4入り。準決勝でラファエル・ナダルに4-6, 5-7のストレートで敗退した。全豪オープンでは第9シードのフェリックス・オジェ＝アリアシムに4-6, 6-0, 6-3, 3-6, 4-6のフルセットで初戦敗退。2月上旬のチェンナイ・オープンではツアー初の決勝進出。決勝ではジョアン・ソウザに敗れ、準優勝。カタール・オープンでは1回戦でダビド・ゴファンを4-6, 6-4, 6-1で下す。2回戦でカレン・カチャノフに6-7(4), 3-6で敗退。

### 2023年 マスターズベスト8

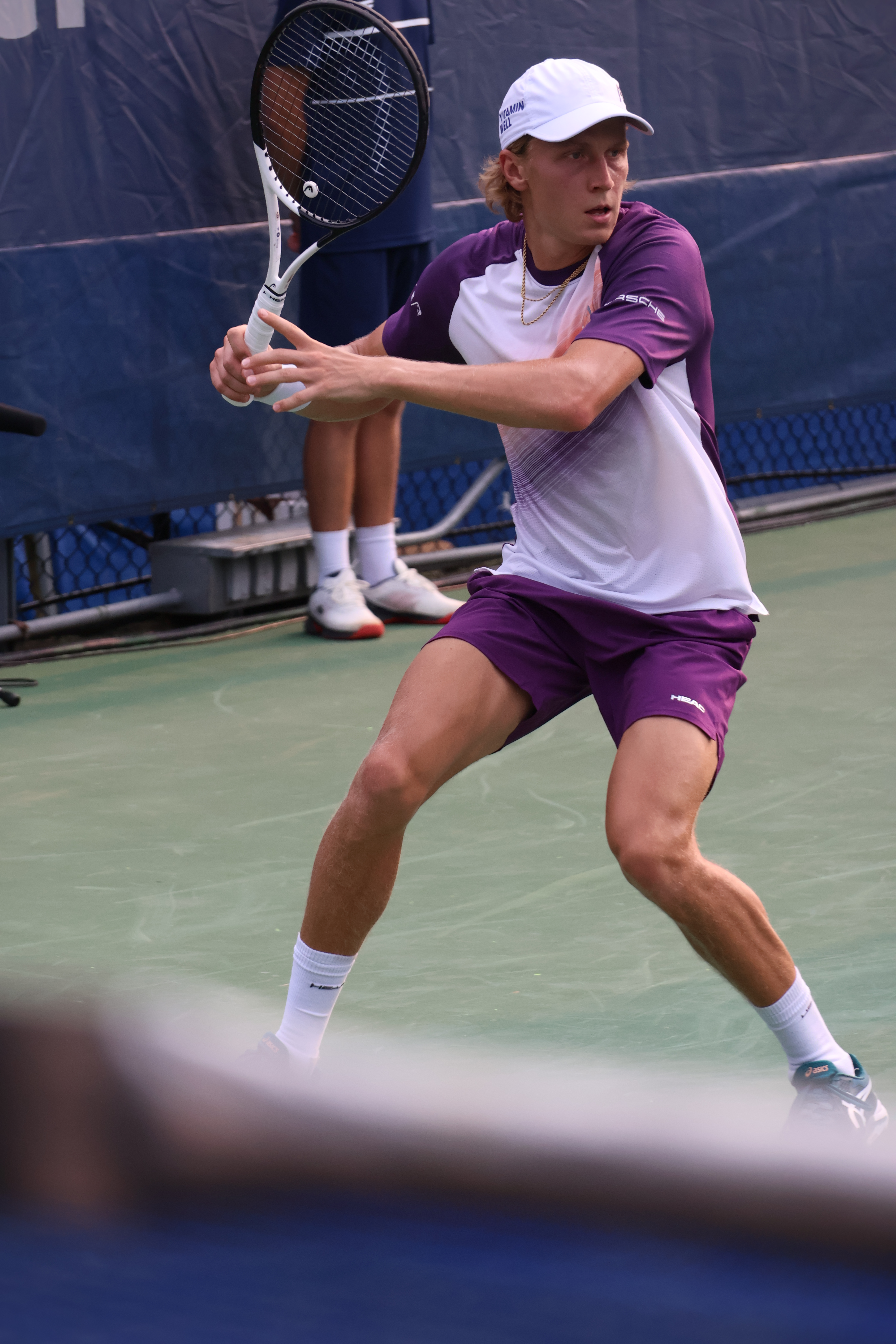
2023年ムバダラ・シティDCオープンでのエーミル・ルースヴオリ

マイアミ・オープンでは2回戦で第22シードのロベルト・バウティスタ・アグートを6-4, 7-6(5)、3回戦でダニエル太郎を6-3, 7-6(3)で破り、2021年ぶりとなる大会2度目の4回戦進出。4回戦で第26シードのボーティック・ファン・デ・ザンスフルプを4-6, 6-4, 7-5で下して勝ち上がり、ATPマスターズ1000初のベスト8進出を果たす。準々決勝では第10シードのヤニック・シナーに3-6, 1-6のストレートで敗れた。デビスカップ2023では準決勝のオーストラリア戦で参戦し、第2試合のアレックス・デミノーに4-6, 3-6のストレートで敗れ、チームは準決勝敗退。

### 2024年 ツアー通算100勝
香港オープンでは自身2度目のツアー決勝進出。決勝ではアンドレイ・ルブレフに4-6, 4-6のストレートで敗れ、準優勝を飾った。全豪オープンではパトリック・キンプソンを4-6, 6-3, 6-4, 7-6(4)で破ったことでツアー通算100勝目を達成した。2回戦では第3シードのダニール・メドベージェフに6-3, 7-6(1), 4-6, 6-7(4), 0-6の2セットアップからフルセットの熱戦の末に敗退。

## ATPツアー決勝進出結果

### シングルス: 2回 (0勝2敗)
| 大会グレード                    |
| グランドスラム (0–0)            |
| ATPファイナルズ (0–0)           |
| ATPツアー・マスターズ1000 (0–0) |
| ATPツアー・500シリーズ (0–0)    |
| ATPツアー・250シリーズ (0–2)    |

| サーフェス別タイトル |
| ハード (0–2)         |
| クレー (0–0)         |
| グラス (0–0)         |

| 結果   | No. | 決勝日       | 大会   | サーフェス | 対戦相手             | スコア             |
| ------ | --- | ------------ | ------ | ---------- | -------------------- | ------------------ |
| 準優勝 | 1.  | 2022年2月6日 | プネー | ハード     | ジョアン・ソウザ     | 6-7(4-7), 6-4, 1-6 |
| 準優勝 | 2.  | 2024年1月7日 | 香港   | ハード     | アンドレイ・ルブレフ | 4-6, 4-6           |

## 成績

### グランドスラム
略語の説明
| W | F | SF | QF | #R | RR | Q# | LQ | A | Z# | PO | G | S | B | NMS | P | NH |

W=優勝, F=準優勝, SF=ベスト4, QF=ベスト8, #R=#回戦敗退, RR=ラウンドロビン敗退, Q#=予選#回戦敗退, LQ=予選敗退, A=大会不参加, Z#=デビスカップ/BJKカップ地域ゾーン, PO=デビスカップ/BJKカッププレーオフ, G=オリンピック金メダル, S=オリンピック銀メダル, B=オリンピック銅メダル, NMS=マスターズシリーズから降格, P=開催延期, NH=開催なし.
| 大会           | 2017 | 2018 | 2019 | 2020 | 2021 | 勝-敗 |
| -------------- | ---- | ---- | ---- | ---- | ---- | ----- |
| 全豪オープン   | A    | A    | A    | Q2   | 2R   | 1–1   |
| 全仏オープン   | A    | A    | A    | 1R   | 1R   | 0–2   |
| ウィンブルドン | A    | A    | A    | NH   | 1R   | 0–1   |
| 全米オープン   | A    | A    | A    | 2R   |      | 1–1   |
| 勝-敗          | 0–0  | 0–0  | 0–0  | 1–2  | 1–1  | 2–3   |

### 大会最高成績
| 大会                 | 成績 | 年         |
| -------------------- | ---- | ---------- |
| ATPファイナルズ      | A    | 出場なし   |
| インディアンウェルズ | 3R   | 2023       |
| マイアミ             | QF   | 2023       |
| モンテカルロ         | 2R   | 2022       |
| マドリード           | 2R   | 2024       |
| ローマ               | 2R   | 2022, 2023 |
| カナダ               | 2R   | 2022       |
| シンシナティ         | 3R   | 2023       |
| 上海                 | A    | 出場なし   |
| パリ                 | Q1   | 2022, 2023 |
| オリンピック         | A    | 出場なし   |
| デビスカップ         | SF   | 2023       |

## ATPチャレンジャー・ITFフューチャーズ 決勝

### シングルス
| 記録（10勝2敗）                               |
| --------------------------------------------- |
| ATPチャレンジャーツアー (4–2)                 |
| ITFフューチャーズ／ワールドテニスツアー (6–0) |

| サーフェス別  |
| ------------- |
| ハード (10–1) |
| クレー (0–1)  |
| グラス (0–0)  |

| 結果   | 勝-敗 | 日時       | トーナメント                             | サーフェス    | 対戦相手                         | スコア             |
| ------ | ----- | ---------- | ---------------------------------------- | ------------- | -------------------------------- | ------------------ |
| 優勝   | 1-0   | 2017年11月 | F4 ヘルシンキ                            | ハード (屋内) | エフゲニー・カルロフスキー       | 4-6, 6-0, 6-1      |
| 優勝   | 2-0   | 2018年6月  | F13 サンタ・マルガリーダ・デ・モントブイ | ハード        | アレクサンデル・ジュルビン       | 6-3, 6–3           |
| 優勝   | 3-0   | 2018年9月  | F25 ピオンビーノ                         | ハード        | Sami Reinwein                    | 6-1, 6–2           |
| 優勝   | 4-0   | 2018年10月 | F5 ファールン                            | ハード (屋内) | パトリック・ニクラス＝サルミネン | 6-4, 6-4           |
| 優勝   | 5-0   | 2019年3月  | F15 オスロ                               | ハード (屋内) | Mick Veldheer                    | 6-1, 6-4           |
| 優勝   | 6-0   | 2019年4月  | F25 サンダーランド                       | ハード (屋内) | アンドレス・アルトゥニェード     | 6-2, 7-5           |
| 優勝   | 1-0   | 2019年6月  | フェルガナ                               | ハード        | ロベルト・シド・スベルビ         | 6-3, 6–2           |
| 準優勝 | 1-1   | 2019年8月  | アウクスブルク                           | クレー        | ヤニック・ハンフマン             | 6-2, 4-6, 5-7      |
| 優勝   | 2-1   | 2019年9月  | マナコル                                 | ハード        | マッテオ・ヴィオラ               | 6-0, 6-1           |
| 優勝   | 3-1   | 2019年9月  | グラスゴー                               | ハード        | アレクサンドル・ミュレール       | 6-3, 6-1           |
| 優勝   | 4-1   | 2019年11月 | ヘルシンキ                               | ハード (屋内) | モハメド・サフワット             | 6-3, 6-7(4–7), 6-2 |
| 準優勝 | 4-2   | 2020年1月  | キャンベラ                               | ハード        | フィリップ・コールシュライバー   | 6-7(5-7), 6-4, 3-6 |

### ダブルス成績
| 記録（6勝0敗）                |
| ----------------------------- |
| ATPチャレンジャーツアー (3–0) |
| ITFフューチャーズ (3–0)       |

| サーフェス別 |
| ------------ |
| ハード (3–0) |
| クレー (3–0) |
| グラス (0–0) |

| 結果 | 勝-敗 | 日時       | トーナメント       | サーフェス    | パートナー                   | 対戦相手                                            | スコア           |
| ---- | ----- | ---------- | ------------------ | ------------- | ---------------------------- | --------------------------------------------------- | ---------------- |
| 優勝 | 1-0   | 2018年3月  | F5 ポワチエ        | ハード (屋内) | ヴィクトル・ドゥラソヴィッチ | Christian Hirschmueller David Novotny               | 6-4, 7-6(7-1)    |
| 優勝 | 2-0   | 2018年3月  | F5 リスボン        | ハード        | ケンネト・ライースマ         | スティーヴン・ディエズ Bruno Mardones               | 7-6(7-2), 6-2    |
| 優勝 | 3-0   | 2018年5月  | F1 ザラエゲルセグ  | クレー        | ケンネト・ライースマ         | Adam Taylor Jason Taylor                            | 6-4, 6-4         |
| 優勝 | 1-0   | 2019年5月  | シムケント         | クレー        | ユーリ・ロディオノフ         | ゴンサロ・オリヴェイラ アンドレイ・ヴァシレフスキー | 6-4, 3-6, [10-8] |
| 優勝 | 2-0   | 2019年7月  | アメルスフォールト | クレー        | ハリー・ヘリオヴァーラ       | Jesper de Jong Ryan Nijboer                         | 6-3, 6-4         |
| 優勝 | 3-0   | 2020年11月 | ブラティスラヴァ   | ハード (屋内) | ハリー・ヘリオヴァーラ       | ルカーシュ・クライン アレックス・モルチャン         | 6-4, 6-3         |